# Thomas Rathsack
Thomas Rathsack, född 4 mars 1967, är en dansk före detta militär, som blivit allmänt känd för självbiografin Jæger – i krig med eliten. Den svenska titeln heter "Jägare - bakom fiendens linjer".
Han växte upp i Gentofte och har examen från Copenhagen Business School. 1986 blev han sergeant i Den Kongelige Livgarde, och tjänstgjorde i Jægerkorpset 1990-94 samt 2001-08. Han har deltagit i specialoperationer i Irakkriget och Afghanistankriget.
Rathsack mottog år 2008 The Presidential Unit Citation som en del av Task Force K-BAR.